# Orosz női jégkorong-válogatott
A orosz női jégkorong-válogatott Oroszország nemzeti csapata, amelyet a Orosz Jégkorongszövetség irányít. A válogatott a világbajnokságon háromszor szerzett bronzérmet. Az olimpián a legjobb helyezésük a 2002-ben elért 5. helyezés.
2020-ban a válogatottat több játékos tiltott szer használata miatt, utólag megfosztották a 2014-es olimpián elért 6. helyezéstől.

## Eredmények

### Világbajnokság
- 1990–1994 – nem vett részt
- 1997 – 6. hely
- 1999 – 6. hely
- 2000 – 5. hely
- 2001 –  Bronz
- 2004 – 5. hely
- 2005 – 8. hely
- 2007 – 7. hely
- 2008 – 6. hely
- 2009 – 5. hely
- 2011 – 4. hely
- 2012 – 6. hely
- 2013 –  Bronz
- 2015 – 4. hely
- 2016 –  Bronz
- 2017 – 5. hely
- 2019 – 4. hely

### Európa-bajnokság
- 1989–1993 – nem vett részt
- 1995 – 7. hely (B csoport győztese)
- 1996 –  Ezüst

### Olimpiai játékok
- 1998 – nem vett részt
- 2002 – 5. hely
- 2006 – 6. hely
- 2010 – 6. hely
- 2014 – kizárva (rendezőként)
- 2018 – 4. hely (Oroszország versenyzői néven)
- 2022 – 5. hely (Orosz Olimpiai Bizottság néven)